# Dipsadoboa montisilva
Dipsadoboa montisilva — вид змій родини полозових (Colubridae). Ендемік Мозамбіку.

## Поширення і екологія
Dipsadoboa montisilva мешкають на схилах гір Мабу і Мепалуе в провінціях Замбезія і Нампула, можливо, також на горі Рібауе. Вони живуть у вічнозелених гірських лісах, на висоті від 919 до 1644 м над рівнем моря.

## Збереження
МСОП класифікує стан збереження цього виду як близький до загрозливого. Dipsadoboa montisilva загрожує знищення природного середовища.